# Pietro Grosso
Pietro Grosso (Roncade, 23 dicembre 1923 – Roncade, 3 ottobre 1957) è stato un calciatore italiano, di ruolo difensore o centrocampista.

## Biografia
È scomparso il 3 ottobre 1957 a 33 anni per le complicazioni sopraggiunte a seguito di un incidente stradale avvenuto nei pressi di San Martino Buon Albergo, vicino a Verona.

## Caratteristiche tecniche
Era un centrosostegno (o centromediano) e mediano non molto rapido, efficace in interdizione, meno in fase di impostazione del gioco.

## Carriera

### Club
Ritenuto uno dei migliori giocatori del vivaio roncadese, parente della famiglia Ranalli, cresce nel Treviso, con cui disputa due campionati di Serie C dal 1941 al 1943 e, dopo l'interruzione bellica, il campionato di Serie B-C Alta Italia 1945-1946. A fine stagione passa al Vicenza, con cui esordisce in Serie A il 22 settembre 1946 in occasione del successo esterno sul Milan alla prima di campionato. 
Ebbe la fortuna di conoscere in udienza privata l'allora papa Pio XII.
Disputa coi berici da titolare due campionati di massima serie, il primo chiuso con il quinto posto, il secondo con la retrocessione, quindi nel 1948 resta in A trasferendosi alla Triestina, con cui disputa tre campionati di A, nel primo dei quali (1948-1949, in occasione della sconfitta esterna con la Pro Patria), realizza quella che resterà la sua unica rete in massima serie.
Nel 1951 si trasferisce al Milan, con cui disputa la stagione 1951-1952, chiusa dai rossoneri al secondo posto, per poi passare alla Roma appena risalita in massima serie (due stagioni in giallorosso dal 1952 al 1954) e al Torino (tre stagioni dal 1954 al 1957).
Nel 1957 si trasferisce al Brescia in Serie B, ma disputa due soli incontri in campionato prima dell'incidente stradale di cui fu protagonista: per evitare un ciclista subì un violento urto contro un palo con la sua automobile. Si salvò ma successivamente entrò in coma e dopo cinque giorni morì a causa di complicazioni polmonari.
In carriera ha collezionato complessivamente 337 presenze ed una rete in Serie A e 2 presenze in Serie B.

### Nazionale
Disputa 3 partite con la Nazionale maggiore, con cui esordisce il 25 novembre 1951 nel pareggio in trasferta a Lugano per 1-1 contro la Svizzera. Ha collezionato anche una presenza in Nazionale B.

## Statistiche

### Cronologia presenze e reti in nazionale
| Cronologia completa delle presenze e delle reti in nazionale ― Italia | Cronologia completa delle presenze e delle reti in nazionale ― Italia | Cronologia completa delle presenze e delle reti in nazionale ― Italia | Cronologia completa delle presenze e delle reti in nazionale ― Italia | Cronologia completa delle presenze e delle reti in nazionale ― Italia | Cronologia completa delle presenze e delle reti in nazionale ― Italia | Cronologia completa delle presenze e delle reti in nazionale ― Italia | Cronologia completa delle presenze e delle reti in nazionale ― Italia |
| Data                                                                  | Città                                                                 | In casa                                                               | Risultato                                                             | Ospiti                                                                | Competizione                                                          | Reti                                                                  | Note                                                                  |
| --------------------------------------------------------------------- | --------------------------------------------------------------------- | --------------------------------------------------------------------- | --------------------------------------------------------------------- | --------------------------------------------------------------------- | --------------------------------------------------------------------- | --------------------------------------------------------------------- | --------------------------------------------------------------------- |
| 25-11-1951                                                            | Lugano                                                                | Svizzera                                                              | 1 – 1                                                                 | Italia                                                                | Coppa Internazionale                                                  | -                                                                     |                                                                       |
| 24-2-1952                                                             | Bruxelles                                                             | Belgio                                                                | 2 – 0                                                                 | Italia                                                                | Amichevole                                                            | -                                                                     |                                                                       |
| 17-5-1953                                                             | Roma                                                                  | Italia                                                                | 0 – 3                                                                 | Ungheria                                                              | Coppa Internazionale                                                  | -                                                                     |                                                                       |
| Totale                                                                |                                                                       | Presenze                                                              | 3                                                                     |                                                                       | Reti                                                                  | 0                                                                     |                                                                       |